# Бирюков, Дмитрий Сергеевич
Дмитрий Сергеевич Бирюков (20 апреля 1979, Новосибирск — 29 июля 2016) — российский журналист, публицист, прозаик.

## Биография
Родился в Новосибирском Академгородке, окончил Новосибирский университет (гуманитарный и философский факультеты) и аспирантуру Института философии и права СО РАН. Учился в Литературном институте им. Горького (семинар Анатолия Приставкина).
Лауреат Независимой литературной премии «Дебют» (2005), номинация «публицистика», лонг-листер премии «Дебют» (2004), номинация «малая проза».
Работал и публиковался в «Российской газете», интернет-газете «Взгляд», «Русском журнале», газете «Новое русское слово» (московский выпуск), «Частный корреспондент», в литературных журналах «День и Ночь», «Вестник Европы».
Как прозаик публиковался в журнале «День и Ночь», литературно-философском интернет-журнале «Топос», интернет-журнале «Пролог», газете «Литературный бульвар» (Казань).
Рассказы Дмитрия Бирюкова были переведены на английский и китайский языки, опубликованы в интернет-журнале Words Without Borders и сборнике «Каирский интернационал», представленном на XVIII Пекинской книжной ярмарке в 2011 году.
Похоронен на Южном кладбище Новосибирска (квартал 10).